# Lijst van voetbalinterlands Bosnië en Herzegovina - Servië (vrouwen)
Deze lijst van voetbalinterlands is een overzicht van alle officiële voetbalinterlands tussen de nationale vrouwenteams van Bosnië en Herzegovina en Servië. De landen hebben tot nu toe negen keer tegen elkaar gespeeld.

## Wedstrijden
| № | Plaats       | Datum             | Competitie           | Wedstrijd                      | Uitslag |
| - | ------------ | ----------------- | -------------------- | ------------------------------ | ------- |
| 1 | Stara Pazova | 23 november 2014  | Vriendschappelijk    | Servië − Bosnië en Herzegovina | 1 − 0   |
| 2 | Stara Pazova | 25 november 2015  | EK 2017 kwalificatie | Servië − Bosnië en Herzegovina | 0 − 1   |
| 3 | Zenica       | 20 september 2016 | EK 2017 kwalificatie | Bosnië en Herzegovina − Servië | 2 − 4   |
| 4 | Zagreb       | 2 maart 2019      | Vriendschappelijk    | Servië − Bosnië en Herzegovina | 2 − 0   |
| 5 | Belek        | 17 februari 2022  | Vriendschappelijk    | Servië − Bosnië en Herzegovina | 1 − 0   |
| 6 | Özlü         | 17 februari 2023  | Vriendschappelijk    | Servië − Bosnië en Herzegovina | 3 − 2   |
| 7 | Stara Pazova | 7 april 2023      | Vriendschappelijk    | Servië − Bosnië en Herzegovina | 6 − 0   |
| 8 | Zenica       | 25 oktober 2024   | EK 2025 kwalificatie | Bosnië en Herzegovina − Servië | 2 − 2   |
| 9 | Stara Pazova | 29 oktober 2024   | EK 2025 kwalificatie | Servië − Bosnië en Herzegovina | 4 − 1   |

## Samenvatting
| Competitie        | Totaal gespeeld | Winst Bosnië en Herzegovina | Gelijk | Winst Servië | Doelsaldo Bosnië en Herzegovina – Servië |
| ----------------- | --------------- | --------------------------- | ------ | ------------ | ---------------------------------------- |
| EK-kwalificatie   | 4               | 1                           | 1      | 2            | 6 − 10                                   |
| Vriendschappelijk | 5               | 0                           | 0      | 5            | 2 − 13                                   |
| Totaal            | 9               | 1                           | 1      | 7            | 8 − 23                                   |